# Деизм
Деи́зм (от лат. deus — «бог») — религиозно-философское направление, признающее существование Бога-Творца, но отрицающее большинство сверхъестественных и мистических явлений, Божественное откровение и религиозный догматизм. Большинство деистов полагают, что бог после сотворения мира не вмешивается в полагание событий; другие деисты считают, что бог всё же влияет на события, но не управляет ими полностью. Внутри деизма существует много философских направлений. Определить точно рамки деизма невозможно, поскольку сама концепция деизма не предполагает конкретных критериев, жёстких границ и правил. В то же время деизм предполагает разум, логику, наблюдение за природой и высоко ценит свободу совести.

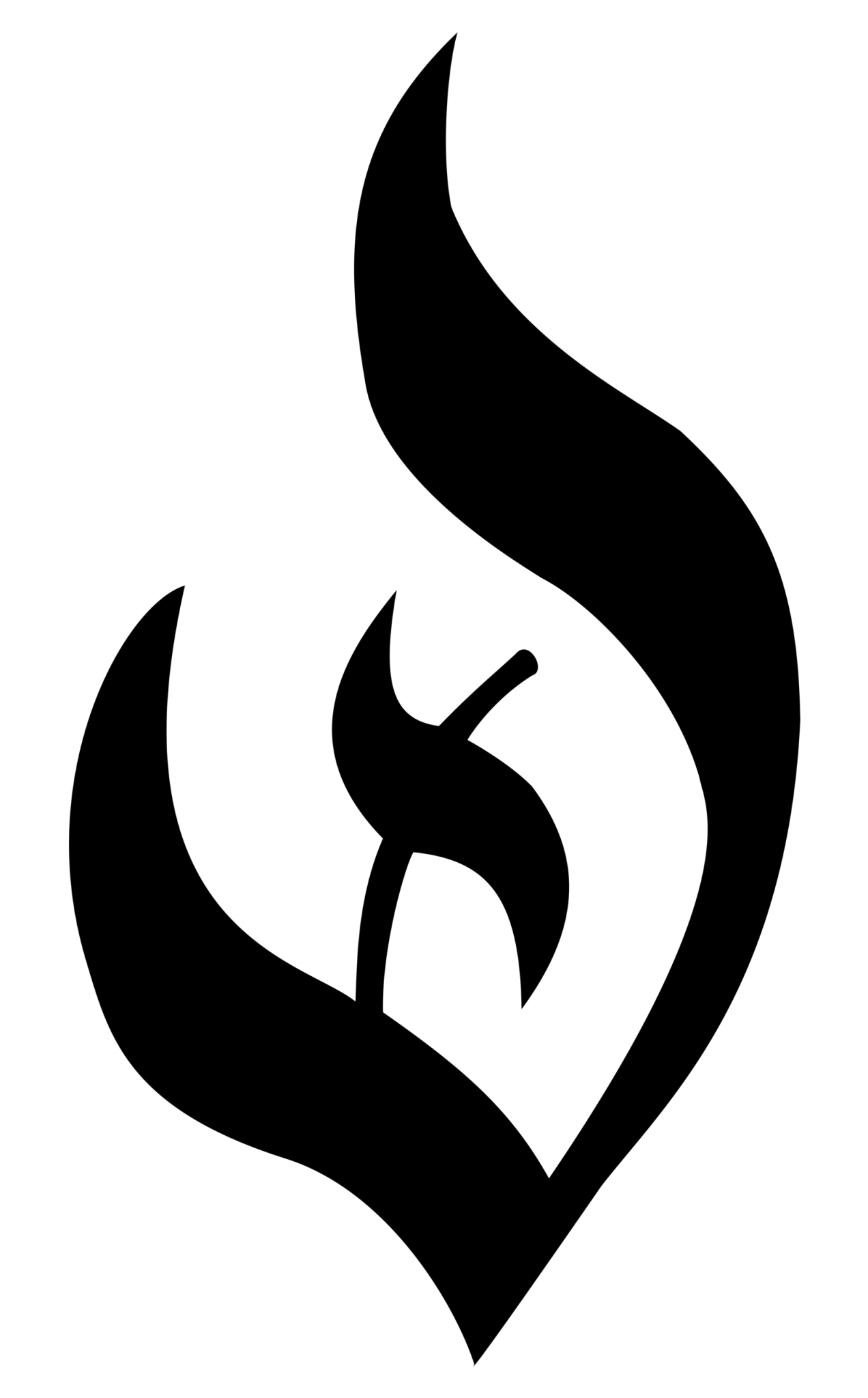
Символ деизма

Существует также политеистический деизм (полидеизм), который считает, что мир сотворило некоторое количество богов, которые впоследствии перестали взаимодействовать со вселенной.

## История
Слова деизм и теизм, первоначально синонимы, происходят от слова «бог»: первое от латинского deus, второе от греческого θεός [теос]. Мыслители этих направлений утверждали веру в единого Верховного Бога, Творца. В XVII веке значения этих терминов начали расходиться: теисты учили, что Бог активно интересуется созданным миром и действует в нём, тогда как деисты утверждали, что при создании Бог наделил мир самоподдерживающими и самодействующими силами, а затем полностью отдал его под управление этих сил. Термин деист впервые появился в своём новом смысле в книге «Анатомия меланхолии» (1621 г.) Роберта Бёртона.
Идеи деизма связаны с концепцией естественной религии, сформулированной Жаном Боденом в произведении «Беседа семерых о сокровенных тайнах возвышенных вещей» (название также переводят как «Семичастный разговор о секретах высших истин») в 1593 году. Первым документом деизма считается сочинение «Трактат об истине…» Э. Герберта Чербери (1624), хотя в ней, как и в работе Бодена, сам термин деизм не используется. Слово «деизм» было популяризировано противниками этого направления мысли, прежде всего богословом Эдуардом Стиллингфлитом. В XVII—XVIII веках деизм стал значимым философско-религиозным направлением, характерным для европейского Просвещения.
Деизм процветал в Англии между 1690 и 1740 годами. В это время привлекла большое внимание работа Мэтью Тиндала «Христианство, древнее как само Творение, или Евангелие как воспроизведение естественной религии» (Christianity as Old as the Creation, or the Gospel a Republication of the Religion of Nature, 1730). Её часто называли «Библией деистов», поскольку в ней были почти все доводы, цитаты и вопросы, поднимавшиеся десятилетиями.
Позднее деизм распространился во Франции (особенно благодаря работе Вольтера), в Германии и в других странах.
Деизм господствовал над интеллектуальным миром Франции и Англии с конца семнадцатого до первой половины восемнадцатого века, затем его культурное значение уменьшилось. Но и в современном мире деизм продолжает существовать. Некоторые учёные, такие как Альберт Эйнштейн и Стивен Хокинг, не называли себя деистами, но их взгляды на Бога как на возможного создателя мира или как на воплощение законов физики соответствуют взглядам деистов. К числу современных последователей деизма относятся, в частности, Энтони Флю и Вацлав Гавел.

### От Чербери к Юму
Деизм, представленный Гербертом Чербери, был построен исключительно на естественно-правовом мышлении. В соответствии с ним существовала естественная и разумная вера в единое божество.
Юм же привёл доказательства того, что единобожие исторически известных народов возникло не из света разума, а из тьмы многобожия, из мутных волн страха, беспокойства, ужаса и мнительности, свойственных первобытным людям. Человечество, по мнению Юма, только постепенно восходит к более высокому уровню разумности.

## Отношение деизма к традиционным религиям
Деизм отрицает божественность Библии, Корана, Торы и других книг, претендующих считаться божественными откровениями. Основная критика традиционных религий со стороны деизма заключается именно в обвинении в необоснованном догматизме. Последователи деизма считают, что священные писания, по современным меркам довольно противоречивые и спорные, — лишь плоды человеческой мысли, а не слова Бога, и поэтому на них невозможно строить мировоззрение. Другая грань критики заключается в том, что традиционные религии чрезмерно спекулируют посмертными блаженствами и адскими муками, чем и удерживают свою паству, лишая её свободы мысли и свободы совести.

## Основные принципы
Концепция деизма охватывает самые разные позиции по широкому кругу религиозных вопросов. Не существует ортодоксального деизма, поэтому представления деистов о Высшей реальности в той или иной мере индивидуальны.
Рассматривая классический деизм столетие спустя, сэр Лесли Стивен выделил в нём «конструктивный» и «критический» аспекты. Авторы-деисты «конструктивной» направленности определяют деизм как форму естественной теологии и утверждают, что:
- Бог (или боги) существует[17][18] и создал вселенную.
- Бог дал людям способность разумно мыслить.

Элементы, общие для деистов критического и конструктивного направлений:
- Отказ от религий, основанных на книгах, где содержатся откровения Бога.
- Отказ от религиозной догмы и демагогии.
- Скептическое отношение к сообщениям о чудесах, пророчествах и религиозных таинствах.

Согласно деистам, рассудок (разум) предоставляет всю необходимую информацию. Деисты стремились использовать рассудок для разоблачения того, что они считали бессмыслицей.

### Жизнь после смерти
Те из деистов, чьи взгляды близки взглядам теистов, разделяют представление последних о том, что жизнь после смерти существует, но есть и деисты, которые верят только в физическое существование.

## Деизм в Соединённых Штатах Америки
Тринадцать колоний Северной Америки, которые стали Соединенными Штатами Америки после Американской революции в 1776 году, находились под властью Британской империи, и американцы, как британские подданные, находились под влиянием интеллектуальной жизни Королевства Великобритания и участвовали в ней. Английский деизм оказал важное влияние на мышление Томаса Джефферсона и принципы свободы вероисповедания, закрепленные в Первой поправке к Конституции Соединенных Штатов. Другими "отцами-основателями", на которых в той или иной степени повлиял деизм, были Итан Аллен, Бенджамин Франклин, Корнелиус Харнетт, Гувернер Моррис, Хью Уильямсон, Джеймс Мэдисон и, возможно, Александр Гамильтон.
В Соединенных Штатах существует много споров о том, были ли отцы-основатели христианами, деистами или чем-то средним. Особенно острыми являются дебаты по поводу убеждений Бенджамина Франклина, Томаса Джефферсона и Джорджа Вашингтона.
В своей "Автобиографии" Франклин писал, что в молодости «в мои руки попало несколько книг против деизма; говорили, что в них содержалась суть проповедей, произносимых на лекциях Бойля. Случилось так, что они произвели на меня эффект, совершенно противоположный тому, на что они рассчитывали; ибо аргументы деистов, которые цитировались для опровержения, показались мне гораздо более сильными, чем опровержения; короче говоря, вскоре я стал убежденным деистом». Как и некоторые другие деисты, Франклин верил, что «Божество иногда вмешивается по своему особому Провидению и откладывает в сторону события, которые в противном случае были бы вызваны ходом природы или свободной волей человека», и на Конституционном съезде заявил, что «чем дольше я чем больше я живу, тем более убедительные доказательства я вижу этой истины — что Бог управляет делами людей».
Томас Джефферсон, пожалуй, является отцом-основателем, который наиболее явно проявляет деистические тенденции, хотя обычно он называл себя скорее унитарием, чем деистом. Его выдержки из канонических евангелий (ныне широко известных как Библия Джефферсона) исключают все сверхъестественные и догматические ссылки из повествования о жизни Иисуса. Как и Франклин, Джефферсон верил в непрекращающуюся активность Бога в человеческих делах.
Томас Пейн особенно примечателен как своим вкладом в дело Американской революции, так и своими трудами в защиту деизма наряду с критикой авраамических религий. В «Веке разума» (1793—1794) и других работах он выступал за деизм, пропагандировал разум и свободомыслие и выступал против институционализированных религий в целом и христианской доктрины в частности. «Эпоха разума» была короткой, читаемой и, вероятно, единственным деистическим трактатом, который продолжает быть прочитанным и влиятельным сегодня.

## Известные деисты

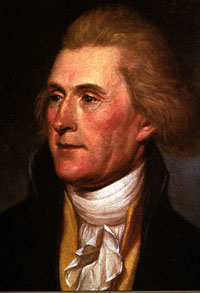
Томас Джефферсон

- Герберт Чербери[29]
- Вольтер[29]
- Жан-Жак Руссо[29]
- Томас Пейн[30]
- Томас Джефферсон[29]
- Максимилиан Робеспьер
- Джон Толанд[29]
- Энтони Эшли Купер Шефтсбери[29]
- Исаак Ньютон[31]
- Жан Батист Ламарк[32]
- Бенджамин Франклин[33]
- Герман Самуил Реймарус[34]
- Джон Энтони Коллинз[35]
- Александр Николаевич Радищев[36]
- Наполеон Бонапарт[37]
- Гитлер, Адольф[38]
- Паркер, Трей[39] — один из создателей мультсериала «Южный Парк»
- Флю, Энтони[40] — британский философ и религиозный критик, до 2004 года был убеждённым атеистом, однако позже пересмотрел свои взгляды и заявил, что Бог (Создатель) существует. Флю отмечал, что его позиция является деистической и далека от христианских или исламских верований.
- Армстронг, Нил[41] — американский астронавт НАСА, первый человек, ступивший на Луну (20 июля 1969 года) в ходе лунной экспедиции корабля «Аполлон-11».
- Гавел, Вацлав[42]
- Кавур, Камилло Бенсо[43]